# Mac Pro
O Mac Pro é um computador workstation fabricado pela Apple Inc. As máquinas são baseadas em um Intel 5400 chipset (com arquitetura PCI Express) e em microprocessadores Xeon, mas são semelhantes ao Power Mac G5 que substituiu, em termos de aparência externa e expansão das capacidades. Eles são atualmente os mais poderosos computadores desktop da linha Macintosh.
A primeira geração do Mac Pro foi formalmente anunciada em 7 de agosto de 2006 na WWDC. Juntamente com o Mac Pro, e um novo Xeon de base Xserve, completando a transição da Apple do PowerPC de arquitetura x86 para os processadores Intel. Em 8 de janeiro de 2008 a Apple apresentou a primeira 3,2 GHz, 8-core Intel Xeon (Harpertown 45nm)- baseado no Mac Pro.
A segunda geração do Mac Pro foi lançada em dezembro de 2013. A Apple afirmou que o modelo no geral atinge o dobro da performance do anterior. Ele tem um novo design cilíndrico e ocupa menos que um oitavo do volume do modelo anterior. Ele apresenta especificações até um processador Xeon E5 de 12 núcleos, GPUs dual da série AMD FirePro D e armazenamento do tipo flash baseado em PCIe. Possui comunicação sem fio atualizada e suporte a seis telas Thunderbolt a partir das portas Thunderbolt 2 e uma porta HDMI. As análises inicialmente foram positivas, com ressalvas. Devido as limitações causadas pelo design cilíndrico, a Apple não foi capaz de atualizar a segunda geração do Mac Pro com um hardware mais poderoso.
A terceira geração do Mac Pro foi lançada em dezembro de 2019. Ele retornou ao formato de torre que remete ao Power Mac G5 de 2003 a 2005 e o modelo de primeira geração de 2006 a 2012, porém com passagens para refrigeração maiores. Ele apresenta especificações até um processador Xeon-W de 28 núcleos, oito portas PCIe, GPUs AMD Radeon Pro Vega e substitui a maioria das portas de dados por portas USB-C.

## 1ª geração (torre)
Uma base Intel em um substituto para o Power Mac G5 já era esperado há muito tempo, antes do lançamento do Mac Pro. O iMac, Mac mini, MacBook e MacBook Pro já haviam se mudado para uma arquitetura baseada na Intel, começando em janeiro de 2006, deixando o Power Mac G5 como a única máquina na linha Mac que continuava baseada na PowerPC. Especulações sobre a eventual substituição do G5 foram comuns. Rumores inicialmente esperados da máquina a diferir materialmente dos atuais G5 e considerado um número de diferentes configurações internas possíveis, baseados em diferentes chipsets. Mas a coincidência da Intel lançando um novo Core 2-Xeon workstation plataforma baseada apenas na anterior Worldwide Developers Conference de 2006 (WWDC) tornou bastante óbvio que a máquina resultante seria baseada nele. Mesmo com a nomeação sendo "óbvia"; a Apple tinha tirado o termo "Power" de outras máquinas, em sua linha, e começou a utilizar o termo "Pro", em seus recentes laptops, o nome "Mac Pro" foi amplamente utilizado antes da máquina ser anunciada.
O Mac Pro é um computador, semelhante ao mais poderoso Unix trabalhado por fabricantes como SGI ou Sun Microsystems. Embora a técnica de mercado não tenha sido tradicionalmente um espaço de resistência para a Apple, a empresa posicionou-se como uma empresa líder na área digital de vídeos de alta definição, que exige a armazenagem e a memória muito superiores do que uma máquina comum de desktop. Além disso, os codecs utilizados nestas aplicações são geralmente de processamento intensivo e altamente tecnológico, acelerando quase linearmente com o processador e seus núcleos. As máquinas anteriores destinadas a este mercado, o Power Mac G5, tinha até quatro processadores, mas faltava o armazenamento, a expansão das capacidades mais recentes do projeto. A fim de servir este mercado, a Apple vende uma grande variedade de feixes padronizados combinando um Mac Pro com bastantes componentes, por exemplo, todas as configurações disponíveis podem ser vistas na 30" Cinema Display.
Em geral, o Mac Pro foi bem recebido pela imprensa. A combinação de alta performance, expansibilidade razoável, muita operação silenciosa e soberba concepção mecânica torna rotina aparecerem como a comparação de sistema contra os quais outros sistemas são medidos. A plataforma Xeon é, no entanto, um extremo sistema Intel que não visa finalidades gerais de utilização. No entanto, a atual geração de Xeons, tem preços que são competitivos com as suas grandes desktop plataformas, permitindo à Apple  vender um poderoso sistema com preços que são considerados bastante competitivos.